# Cophura vandykei
Cophura vandykei là một loài ruồi trong họ Asilidae. Cophura vandykei được Wilcox miêu tả năm 1965. Loài này phân bố ở vùng Tân Bắc giới.